# Aale Sogn
Aale Sogn er et sogn i Hedensted Provsti (Haderslev Stift).
I 1800-tallet var Tørring Sogn anneks til Aale Sogn. Begge sogne hørte til Vrads Herred i Skanderborg Amt. De udgjorde Aale-Tørring sognekommune, men den blev senere delt i to. Ved kommunalreformen i 1970 blev Åle og Tørring som to selvstændige sognekommuner indlemmet i Tørring-Uldum Kommune, der ved strukturreformen i 2007 indgik i Hedensted Kommune.
I Aale Sogn ligger Aale Kirke.
I sognet findes følgende autoriserede stednavne:
- Bjerresmark (bebyggelse)
- Gretbjerge (areal)
- Smal Åle (bebyggelse)
- Åle (bebyggelse, ejerlav)
- Åle Kær (bebyggelse)
- Åle Vestermark (bebyggelse)
- Åle Østermark (bebyggelse)
- Åstedbro (bebyggelse)